# Dietmar Drabek
Dietmar Drabek (Steyr, 1965. június 30. –) osztrák nemzetközi labdarúgó-játékvezető.

## Pályafutása

### Nemzeti játékvezetés
A játékvezetői vizsgát 1982-ben tette le, 1994-ben lett az I. Liga  játékvezetője. 1995. április 1-jén debütált az I. Ligában.
Az aktív nemzeti játékvezetéstől 2011-ben vonult vissza. Első ligás mérkőzéseinek száma: 176.

### Nemzetközi játékvezetés
Az Osztrák labdarúgó-szövetség Játékvezető Bizottsága (JB) terjesztette fel nemzetközi játékvezetőnek, a Nemzetközi Labdarúgó-szövetség (FIFA) 1997-től tartotta nyilván bírói keretében. Több nemzetek közötti válogatott és klubmérkőzést vezetett. Az osztrák nemzetközi játékvezetők rangsorában, a világbajnokság-Európa-bajnokság sorrendjében többedmagával a 25. helyet foglalja el 2 találkozó szolgálatával. Az aktív nemzetközi játékvezetéstől 2011-ben a FIFA  45 éves korhatárát elérve búcsúzott. Nemzetközi mérkőzéseinek száma: 40. Válogatott mérkőzéseinek száma: 7.

#### Európa-bajnokság
Az európai-labdarúgó torna döntőjéhez vezető úton Belgiumba és Hollandiába a XI., a 2000-es labdarúgó-Európa-bajnokságra az UEFA JB játékvezetőként foglalkoztatta.
| Időpont          | Helyszín                   | Mérkőzés típusa           | Mérkőzés                 | Eredmény | Nézők száma |
| ---------------- | -------------------------- | ------------------------- | ------------------------ | -------- | ----------- |
| 1999. június 9.  | Municipal Stadion, Coimbra | előselejtező (7. csoport) | Portugália–Liechtenstein | 8 : 0    | 14 020      |
| 1999. október 9. | GSP Stadion, Riga          | előselejtező (2. csoport) | Lettország–Norvégia      | 1 : 2    | 2 500       |

## Magyar vonatkozás
| Időpont           | Helyszín                    | Mérkőzés típusa          | Mérkőzés                | Eredmény | Nézők száma |
| ----------------- | --------------------------- | ------------------------ | ----------------------- | -------- | ----------- |
| 2000. február 23. | Üllői úti Stadion, Budapest | 739. válogatott mérkőzés | Magyarország–Ausztrália | 0 : 3    | 15 000      |